# Бобровка (Курманаєвський район)
Бобро́вка (рос. Бобровка) — село у складі Курманаєвського району Оренбурзької області, Росія.

## Населення
Населення — 243 особи (2010; 405 у 2002).
Національний склад (станом на 2002 рік):
- росіяни — 95 %